# 反対称交換相互作用

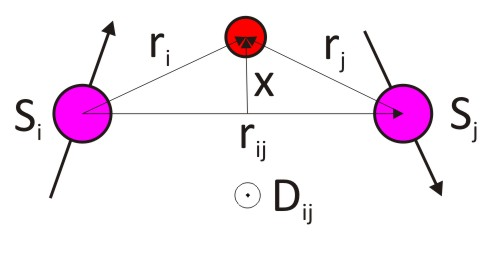
ジャロシンスキー・守谷ベクトルの向きは局所構造により決まる

物理学において、反対称交換相互作用（はんたいしょうこうかんそうごさよう、英: Antisymmetric exchange）、またはジャロシンスキー・守谷相互作用（英: Dzyaloshinskii–Moriya interaction, DMI）とは、磁気交換相互作用のうち、2つの隣接する磁気スピン{\displaystyle {\boldsymbol {S}}_{i}}および{\displaystyle {\boldsymbol {S}}_{j}}に起因する成分をいう 。定量的には、次のようなハミルトニアン中の項として書ける。 
{\displaystyle H_{i,j}^{\rm {(DM)}}={\boldsymbol {D}}_{ij}\cdot ({\boldsymbol {S}}_{i}\times {\boldsymbol {S}}_{j})}
磁気秩序のない系においてはスピン磁気モーメントは平行もしくは反平行方向に揃うことを好むが、磁気秩序を持つ系においては、スピン傾斜が好まれ、反強磁性体における弱い強磁性体的ふるまいが生じる。反対称交換相互作用は磁気スキルミオンが生じる原因であり、磁性強誘電体と呼ばれる種類の物質における磁気電気効果もこの相互作用により説明される。

## 歴史

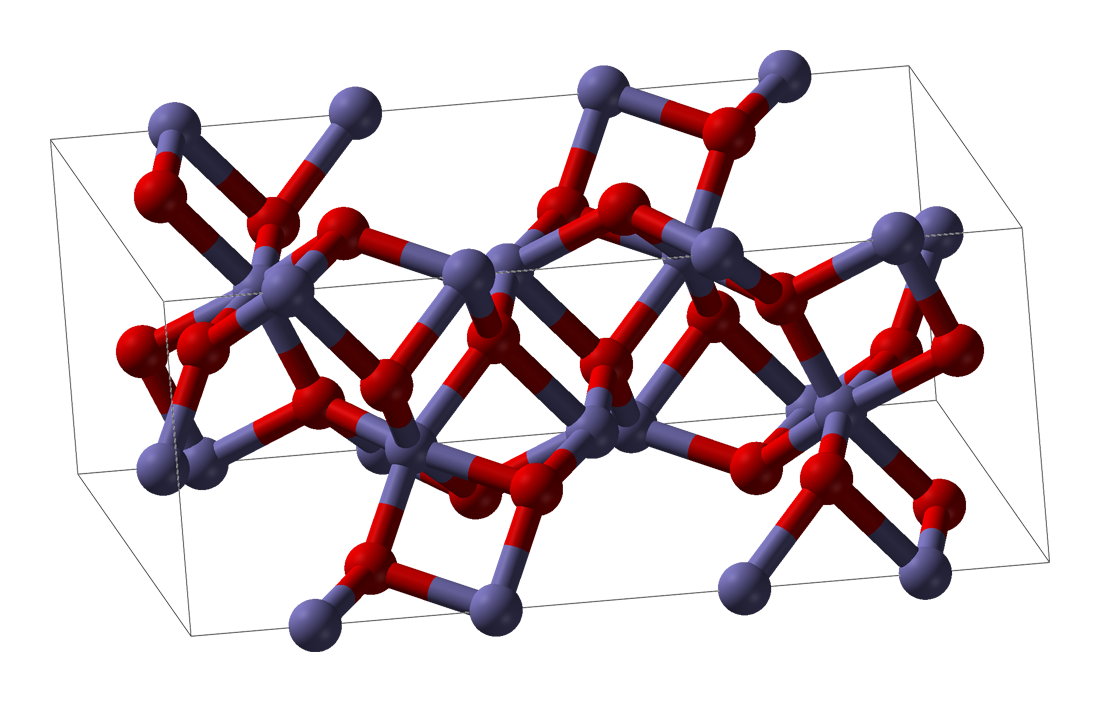
鉄鉱石の主成分、α-Fe2O3のヘマタイト構造。

反対称交換相互作用の発見の端緒として、20世紀初頭に典型的には反強磁性を示すα-Fe2O3結晶が弱い強磁性を示すことが観測された。1958年、イーゴリ・ジャロシンスキーはランダウの2次相転移理論に基いて反対称交換相互作用が相対論的スピン格子と磁気双極子相互作用に起因することの証拠を提示した。1960年、守谷亨はスピン軌道相互作用が反対称交換相互作用の微視的な機構であることをつきとめ、この現象を「異方性超交換相互作用の反対称部分」と呼んだ。1962年にベル研究所のD. TrevesとS. Alexanderがこの用語を単純化して反対称相互作用と呼んだ。ジャロシンスキーと守谷の貢献をたたえてジャロシンスキー・守谷相互作用とも呼ばれる。

## 導出
DMIの関数形はアンダーソンによる超交換相互作用表式で書かれたイオン{\displaystyle i,j}の間のスピン軌道相互作用{\displaystyle {\hat {\boldsymbol {L}}}\cdot {\hat {\boldsymbol {S}}}}を2次まで摂動解析することにより得られる。ここで、{\displaystyle {\hat {\boldsymbol {L}}}_{i}}はイオンiの3次元ベクトル角運動量演算子、{\displaystyle {\hat {\boldsymbol {S}}}_{i}}は同様の3次元スピン演算子をあらわすものとする。
{\displaystyle {\begin{aligned}\delta E=\sum _{m}&{\Biggl [}{\frac {\langle n|\lambda {\hat {\boldsymbol {L}}}_{i}\cdot {\hat {\boldsymbol {S}}}_{i}|m\rangle 2J(mn'nn'){\hat {\boldsymbol {S}}}_{i}\cdot {\hat {\boldsymbol {S}}}_{j}}{E_{n}-E_{m}}}\\&+{\frac {2J(nn'mn'){\hat {\boldsymbol {S}}}_{i}\cdot {\hat {\boldsymbol {S}}}_{j}\langle m|\lambda {\hat {\boldsymbol {L}}}_{i}\cdot {\hat {\boldsymbol {S}}}_{i}|n\rangle }{E_{n}-E_{m}}}{\Biggr ]}\\+\sum _{m'}&{\Biggl [}{\frac {\langle m'|\lambda {\hat {\boldsymbol {L}}}_{j}\cdot {\hat {\boldsymbol {S}}}_{j}|m\rangle 2J(m'nn'n){\hat {\boldsymbol {S}}}_{i}\cdot {\hat {\boldsymbol {S}}}_{j}}{E_{n'}-E_{m'}}}\\&+{\frac {2J(n'nm'n){\hat {\boldsymbol {S}}}_{i}\cdot {\hat {\boldsymbol {S}}}_{j}\langle m'|\lambda {\hat {\boldsymbol {L}}}_{j}\cdot {\hat {\boldsymbol {S}}}_{j}|n'\rangle }{E_{n'}-E_{m'}}}{\Biggr ]}\end{aligned}}}
ここで、{\displaystyle J}は以下の式により与えられる交換積分を表す。
{\displaystyle J(nn'mm')=\int \int \phi _{n}^{*}({\boldsymbol {r_{1}}}-{\boldsymbol {R}})\phi _{n'}^{*}({\boldsymbol {r_{2}}}-{\boldsymbol {R'}}){\frac {e^{2}}{r_{12}}}\phi _{m}({\boldsymbol {r_{2}}}-{\boldsymbol {R}})\phi _{m'}({\boldsymbol {r_{1}}}-{\boldsymbol {R'}})\mathrm {d} {\boldsymbol {r_{1}}}\mathrm {d} {\boldsymbol {r_{2}}}}
また、{\displaystyle \phi _{n}({\boldsymbol {r}}-{\boldsymbol {R}})}は{\displaystyle {\boldsymbol {R}}}に位置するイオンの基底軌道波動関数を現わす。基底状態が縮退していない場合、{\displaystyle {\boldsymbol {L}}}の行列成分は純虚数となり、{\displaystyle \delta E}は以下のように書き下せる。
{\displaystyle {\begin{aligned}\delta E&=2\lambda \sum \limits _{m}{\frac {J(nn'mn')}{E_{n}-E_{m}}}\langle n|{\boldsymbol {L_{i}}}|m\rangle \cdot [{\boldsymbol {S_{i}}},({\boldsymbol {S_{i}}}\cdot {\boldsymbol {S_{j}}})]\\&+2\lambda \sum _{m'}{\frac {J(nn'nm')}{E_{n'}-E_{m'}}}\langle n'|{\boldsymbol {L_{j}}}|m'\rangle \cdot [{\boldsymbol {S_{j}}},({\boldsymbol {S_{i}}}\cdot {\boldsymbol {S_{j}}})]\\&=2i\lambda \sum \limits _{m,m'}\left[{\frac {J(nn'mn')}{E_{n}-E_{m}}}\langle n|{\boldsymbol {L_{i}}}|m\rangle -{\frac {J(nn'nm')}{E_{n'}-E_{m'}}}\langle n'|{\boldsymbol {L_{j}}}|m'\rangle \right]\cdot [{\boldsymbol {S_{i}}}\times {\boldsymbol {S_{j}}}]\\&={\boldsymbol {D}}_{ij}\cdot [{\boldsymbol {S}}_{i}\times {\boldsymbol {S}}_{j}].\end{aligned}}}

### 結晶対称性の影響
実際の結晶では、隣接するイオンの対称性からベクトル{\displaystyle {\boldsymbol {D}}_{ij}}の大きさと方向が決まる。位置{\displaystyle A}および{\displaystyle B}に位置するイオン1および2のカップリングを考えるとき、線分{\displaystyle AB}の中点{\displaystyle C}として、次のような規則が得られる。
1. が反転対称中心の場合、{\displaystyle {\boldsymbol {D}}=0}
2. {\displaystyle AB}に垂直な鏡映対称面{\displaystyle \sigma }が{\displaystyle C}を通るとき、{\displaystyle {\boldsymbol {D}}\parallel \sigma }または{\displaystyle {\boldsymbol {D}}\perp AB}
3. {\displaystyle A}および{\displaystyle B}が鏡映対称面{\displaystyle \sigma }上にあるとき、{\displaystyle {\boldsymbol {D}}\perp \sigma }
4. {\displaystyle AB}に垂直な2回回転対称軸{\displaystyle C_{2}}が{\displaystyle C}を通るとき、{\displaystyle {\boldsymbol {D}}\perp C_{2}}
5. {\displaystyle AB}に沿った{\displaystyle n}回回転対称軸{\displaystyle C_{n}}（{\displaystyle n\geq 2}）が存在するとき、{\displaystyle {\boldsymbol {D}}\parallel AB}

守谷の原論文で論じられるとおり、ベクトル{\displaystyle {\boldsymbol {D}}_{ij}}の向きは対称性による拘束を受ける。隣接する2イオン間の磁気相互作用が超交換相互作用により第三のイオン（配位子）へ伝達される場合（図を参照）、{\displaystyle {\boldsymbol {D}}_{ij}}の向きは単純な関係{\displaystyle {\boldsymbol {D}}_{ij}\propto {\boldsymbol {r}}_{i}\times {\boldsymbol {r}}_{j}={\boldsymbol {r}}_{ij}\times {\boldsymbol {x}}}により決まる。つまり、{\displaystyle {\boldsymbol {D}}_{ij}}は3つのイオンにより張られる三角形に垂直な方向を向く。3つのイオンが直線上に並ぶ場合は{\displaystyle {\boldsymbol {D}}_{ij}=0}となる。

## 測定
ジャロシンスキー・守谷相互作用は、バルク材料においてはその効果が典型的には弱く、他の磁気電気効果と似ているため実験的に測定することが困難である。いままでに、X線回折干渉、ブリルアン散乱、電子スピン共鳴、中性子散乱を利用したDMIベクトルを定量化が試みられてきている。これらの技術のうち多くは相互作用の向きか強さかのどちらかしか測定できず、対称性もしくはスピン相互作用カップリングについて過程を置く。近年のブロードバンド電子スピン共鳴と光学検出との組み合わせ(OD-ESR)の技術発展により、希土類イオン材料のDMIベクトルを、仮定を置くことなく、広範な磁場強度にわたって特徴づけることが可能となった。

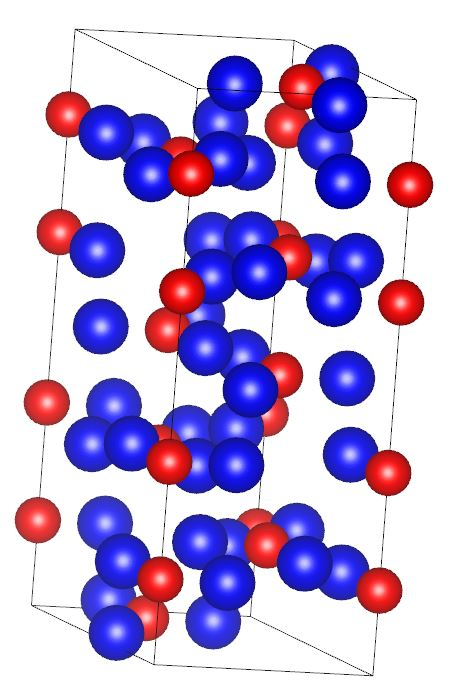
α-Fe2O3およびα-Cr2O3のとるコランダム型結晶構造（赤：金属イオン、青：酸化物イオン）

右図に示す結晶構造を持つ重金属酸化物は、金属イオンによって強磁性体にも反強磁性体にもなる。この構造は酸化アルミニウム(Al
2O
3)からなる鉱石にちなみコランダム型結晶構造とよばれ、R3c空間群に分類される。この構造はD63d空間群をもつα-Fe
2O
3およびα-Cr
2O
3と同一の単位胞を含む。右図から、4つのM3+イオンが菱面体単位胞の体対角線に沿って並んでいることがみてとれる。Fe
2O
3構造では、1つめと4つめの金属イオンが正で真ん中2つは負である。α-Cr
2O
3構造では、1つめと3つめの金属イオンのスピンが正で2つめと4つめのスピンが負である。両化合物はともに低温(<250 K)では反強磁性を示すが、α-Fe
2O
3はこの温度以上では構造を変化させ、総スピンベクトルが結晶軸からずれ、(111)基底面に沿って若干の角度をもつようになる。これによりFe
2O
3は250 K以上では瞬時強磁性モーメントを示すようになるが、Cr
2O
3にはこの変化は起きない。したがって、これらの結晶構造に反対称交換相互作用が生じる原因は、イオンのスピン分布および総スピンモーメントのミスアライメント、そして結果として生じる単位胞の反対称性の組み合わせであるといえる。

## 応用

### 磁気スキルミオン
磁気スキルミオンは磁化場にあらわれるテクスチャである。 渦状スキルミオンとハリネズミ状スキルミオンがあるが、どちらもジャロシンスキー・守谷相互作用により安定化されている。スキルミオンはそのトポロジカルな性質から、次世代のスピントロニクスデバイスへの応用が期待されている。

### 磁性強誘電体
反対称相互作用は、近年発見された種類の磁性強誘電体における磁場誘起電気分極の理解上も重要である。磁性強誘電体においては、磁気構造により配位イオンの微小変位が引き起こされることがある。これは、磁性強誘電体が格子エネルギーを犠牲にしても磁気相互作用エネルギーを増加させる傾向にあるためである。この機構は「逆ジャロシンスキー・守谷効果」と呼ばれる。特定の磁気構造のもとでは、全ての配位イオンが同一方向に変位を受け、全体として電気分極が引き起こされる。
この磁気電気結合のため、磁性強誘電体は電場の印加により磁気を制御する必要のある応用上注目されている。このような応用の具体例としてはトンネル磁気抵抗効果センサーや電場による調整機構つきのスピンバルブ、高感度交番磁場センサー、電気的調整機能つきマイクロ波デバイスなどが挙げられる。
ほとんどの磁性強誘電体はFe3+イオンとランタニドイオンを含む。下表によく知られている磁性強誘電体化合物の一部を示す。より多くの例については磁性強誘電体の項を参照されたい。
| 材料       | 強誘電体 TC [K] | 磁性体TN (TC) [K] | 種別       |
| ---------- | --------------- | ----------------- | ---------- |
| BiFeO 3    | 1100            | 653               | 孤立電子対 |
| HoMn 2O 5  | 39              |                   | 磁気駆動   |
| TbMnO 3    | 27              | 42                | 磁気駆動   |
| Ni 3V 2O 8 | 6.5             |                   |            |
| MnWO 4     | 13.5            |                   | 磁気駆動   |
| CuO        | 230             | 230               | 磁気駆動   |
| ZnCr 2Se 4 | 110             | 20                |            |